# Podregion Kaustinen
Podregion Kaustinen (fiń. Kaustisen seutukunta) – podregion w Finlandii, w regionie Ostrobotnia Środkowa.
W skład podregionu wchodzą gminy:
- Halsua,
- Kaustinen,
- Lestijärvi,
- Perho,
- Toholampi,
- Veteli.